# Anonymouse (арт-группа)

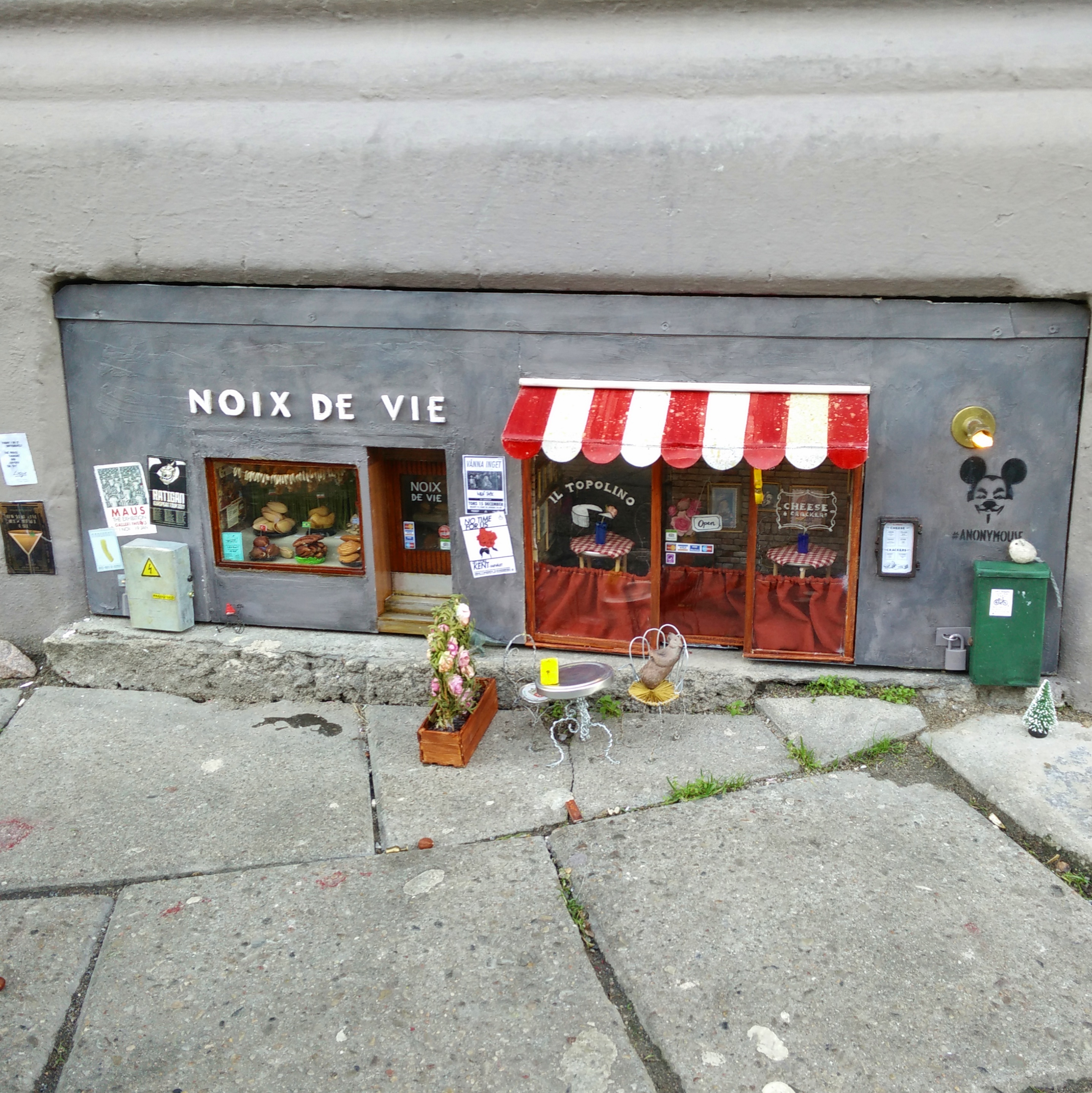
Мышиный ресторан Il Topolino, декабрь 2016 г.

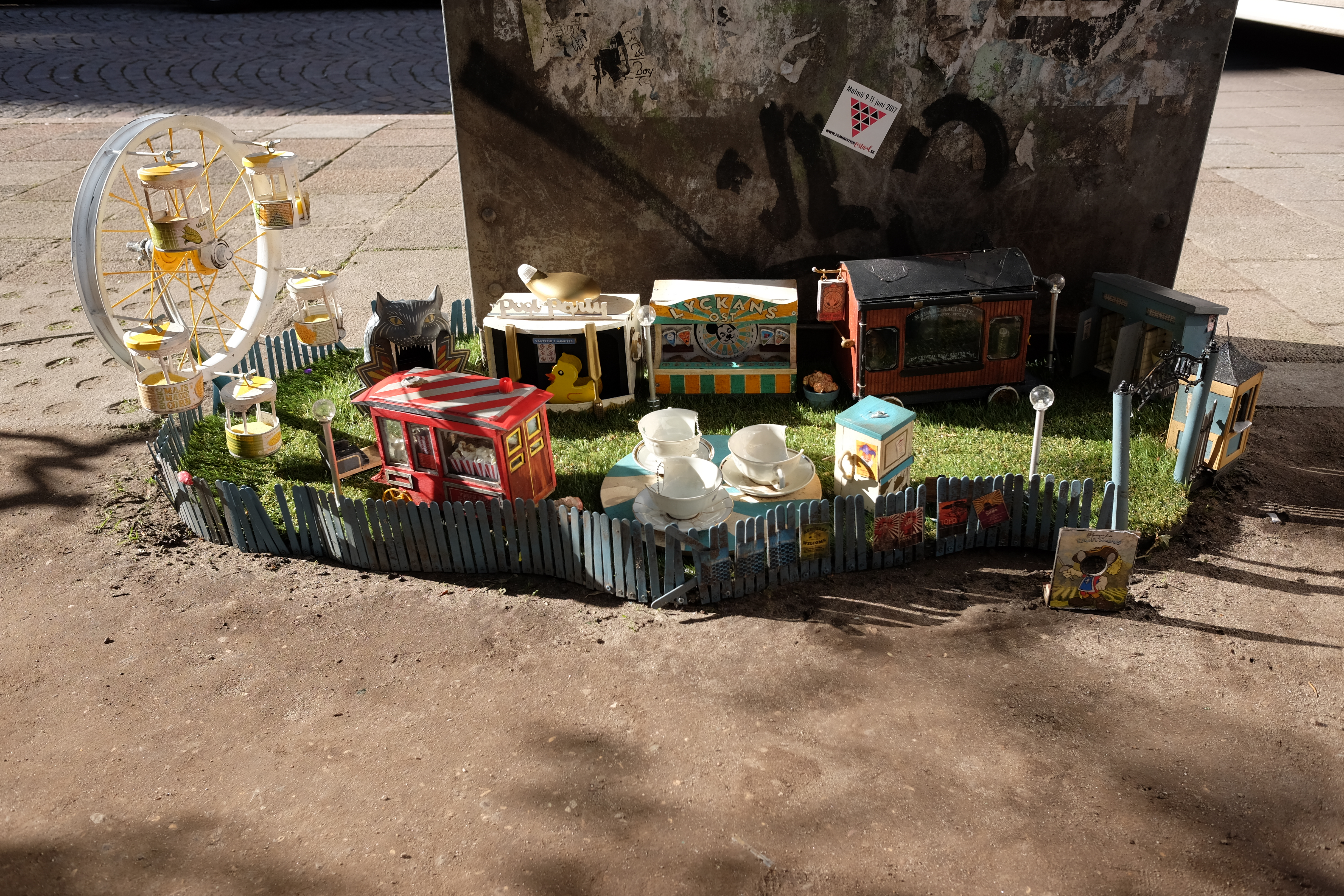
Мышиный Луна-парк в Мальмё, апрель 2017 г.

Anonymouse — анонимная шведская арт-группа, известная уличными инсталляциями на тему мышей (в названии слиты английские слова «анонимный» и «мышь»). Первой работой стал ресторан Il Topolino, появившийся в Мальмё. Несколько недель спустя он подвергся вандализму. В апреле 2017 года они создали парк развлечений на улице Сёдра Фёрстадсгатан. В сентябре 2017 года в Буросе появились два мышиных магазина и заправочная станция. Затем в Мальмё появилась миниатюрная парикмахерская и ночлежка для мышей.
В 2018 году группа выставляла свои работы в Байонне и на острове Мэн.
Подражая Anonymouse, художник из Гётеборга Стаффан Линдхольм построил для мышей магазин сыра, обувной магазин, магазин мотоциклов и тренажёрный зал.